# Luca Valdesi
Luca Valdesi (Palermo, Sicilia, 18 de junio de 1976) es un karateca italiano muy reconocido y famoso mundialmente. 

## Comienzos
Empieza la práctica del karate a la edad de seis años, bajo la cuidadosa tutela de su padre Andrea. En 1995 entra a formar parte del prestigioso grupo deportivo "Fiamme Gialle" y de manera simultánea empieza su andadura con el equipo nacional italiano. Sus primeras intervenciones son con el equipo de Kata nacional y posteriormente deriva de la misma manera a competir individualmente. 

## Carrera
Empezaba la increíble historia de este futuro 22 veces campeón de Europa y 11 veces campeón en torneos mundiales (9 campeonatos del Mundo, 1 copa del Mundo y 1 World games - datos a 2012). Es en 1995 que consigue vencer en los campeonatos nacionales de su país, en los cuales añadirá numerosas victorias en su disciplina, además de las conseguidas a nivel Europeo a partir del año 2000. De la misma manera que eleva a niveles de excelencia su práctica marcial, su compromiso y dedicación hacia sus seres queridos es el muro que sustenta todos sus éxitos. De la misma manera, Luca tiene como una de sus prioridades la formación personal en todos los ámbitos, por lo que logra también graduarse en Economía de Empresas. El reconocimiento mundial de Luca Valdesi, además de por sus títulos Europeos y Mundiales, viene dado también por su nivel de perfección en la realización de los katas de cualquier nivel. Su potencia y consecución de los mismos, son verdaderamente ejemplos para todos los practicantes de karate del mundo, dedicados más exclusivamente a la parcela de kata. 

## Academia
Es por esta profesionalidad y larga experiencia que se constituye la International Karate Academy EducaForm Sport (I.K.A.E.F.S), que crea Luca junto con Vincenzo Figuccio, donde promueven como objetivo la búsqueda de la perfección en el estilo, mediante la ayuda de la ciencia, innovación y tradición, enfocando todo esto a conseguir la máxima expresión en cuanto a técnica y funcionalidad de la ejecución de toda la forma del Karate.

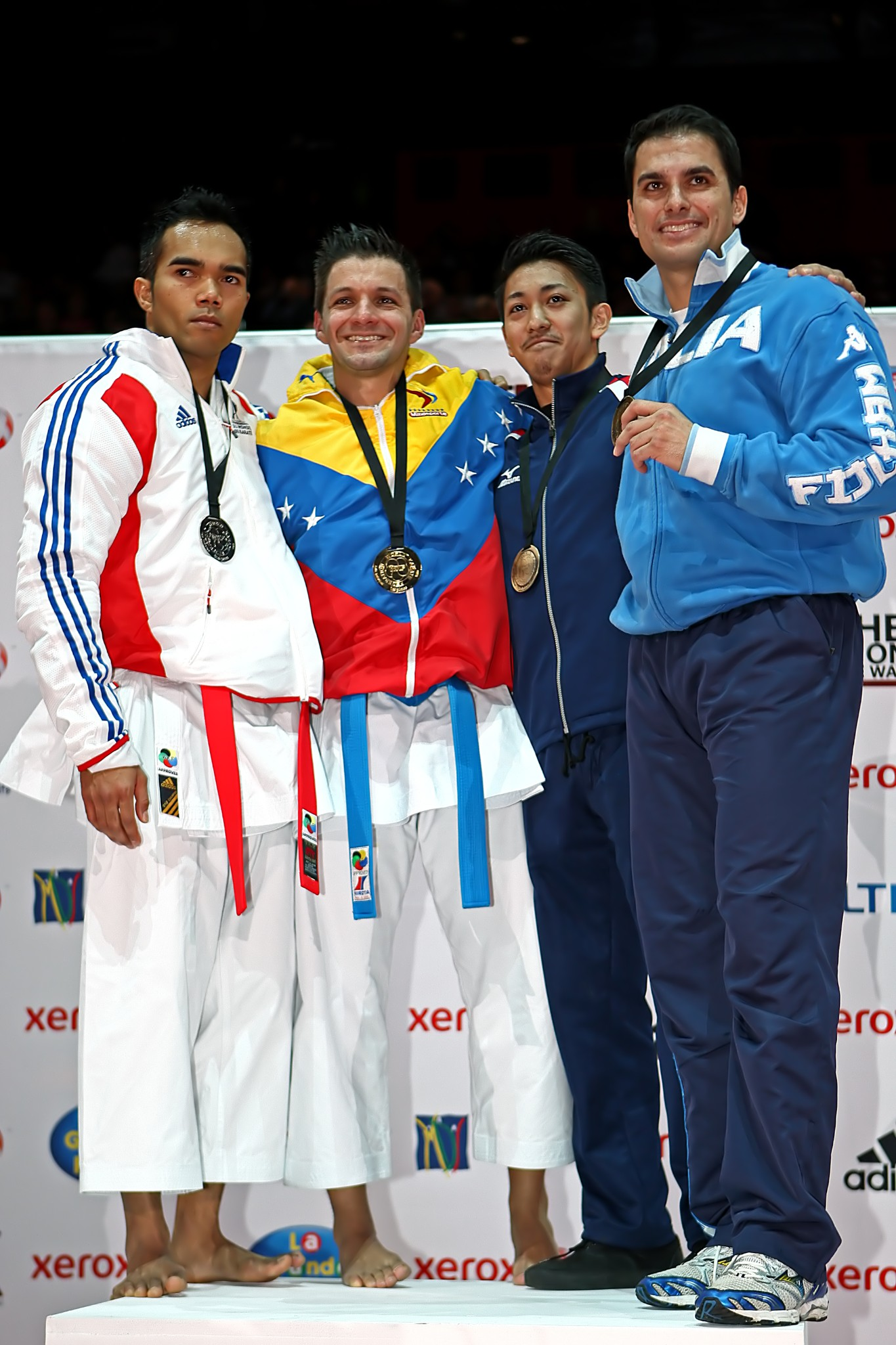
Luca Valdesi, primero por la derecha, medalla de bronce en el mundial de París del 2012